# Нови Пазар
Нови Пазар је градско насеље и седиште истоимене територијалне јединице у Србији. Припада Рашком управном округу и други је град по насељености у Шумадији и западној Србији. Према попису из 2022. било је 71.462 становника. Налази се у средишту Новопазарског поља, на реци Рашки.
Познат је по трговачком и предузетничком духу, као и седиште Државног универзитета у Новом Пазару. Мултикултурално је подручје муслимана и православних хришћана. Многи споменици обе религије, попут Алтун-алем џамије и цркве Светих апостола Петра и Павла, налазе се у овој области која има укупно 30 заштићених споменика културе.

## Етимологија
Током 14. века испод старе српске тврђаве Стари Рас почиње да се развија важна пијаца под именом Трговиште. Средином 15. века, у време када је Османско царство освојило Стару Србију, око 11 m источно развијала се још једна пијаца. Старије место постало је познато као Старо Трговиште (тур. Eski Pazar), а млађе као Ново Трговиште (тур. Yeni Pazar). Овај други се развио у савремени град Нови Пазар.
Назив „Нови Пазар” (што значи „нови базар”) настао је од српског имена Ново Трговиште, преко турског назива Yeni Pazar, који је изведен од речи „базар”.

## Географија
Нови Пазар налази се на 297 km јужно од Београда, на деоници пута који преко Ибарске магистрале води према Подгорици и Јадранском мору. Лоциран је у звездастој долини река Јошанице, Рашке, Дежевске и Људске, на надморској висини од 496 m. Окружен је високим планинама Голијом и Рогозном, као и Пештерском висоравни.
Крај је богат природним ресурсима. Пространа је планинска територија, на којој се оптимално смењују благи и оштри успони, речни усеци и долине, висоравни, велики комплекси четинарских шума, простране ливаде и пашњаци, а простор има изузетно богату флору и фауну, обиље чисте воде, термалних и минералних извора (Новопазарска и Рајчиновића бања и Слатински и Дежевски кисељак). Уз природне и људске ресурсе, као и бројне споменике културе, Нови Пазар има велике потенцијале за одржив развој — производњу здраве хране и развој свих видова туризма.

## Историја

### Средњовековна Србија
Постанак Новог Пазара пада у доба успостављања турске власти у Рашкој области. Испод Старог Раса, средишта старе српске државе Рашке и Немањине престолнице, развило се најкасније у доба Вука Бранковића тржно место које се звало Трговиште, а налазило се на месту данашњег локалитета званог Пазариште. У оближњем старом железном руднику Глухавици (Глуха Вас), Турци су још од 1396. имали свога кадију и своју царину на територији Вука Бранковића. Оближње старо Трговиште помиње се 1451. као трг српскога деспота. Године 1456. Турци су под султаном Мехмедом II узели Трговиште од деспота Ђурђа, а 1459, када су Турци заузели Деспотовину, у старом Трговишту се помиње турски субаша, док се 1461. у истом месту помиње и турски кадија. Тада је поред старог Трговишта, које су Турци називали Ески Базар (тур. Eski Bazar; Старо Трговиште, односно Стари Пазар) већ постојало и ново Трговиште, које су Турци називали Јени Базар (тур. Yeni Bazar; Ново Трговиште, односно Нови Пазар). Временом, последњи назив је преовладао и ушао у општу употребу.

### Османска владавина
Нови Пазар се први пут помиње 1461, када су Дубровчани и у њему и у старом Трговишту имали своје судије (consules). Неколико година после првога помена, 1467. помињу се у Новом Пазару турски кадија и субаша. Оснивач Новог Пазара био је један од најславнијих турских војсковођа, Иса-бег Исаковић, који се између 1440. до 1472. често помиње у ратним походима у западне српске земље. Иса-бег подигао је при оснивању Новог Пазара малу џамију, која и сада постоји. Тада је подигнута и џамија Муслихедин-ефендије, првог мујезина султана Мухамеда II. Турском освајачу Иса-бегу, који је овде имао једну од најважнијих станица у ратним походима на Босну, није одговарао скривен и тесан положај старога града Раса или Трговишта, уврх Новопазарског поља и на саставу планинских река Рашке и Себечеве, те је за свој нови град изабрао средишњи и најпространији део плоднога поља у котлини реке Рашке.
За турска продирања по српским земљама Нови Пазар је имао посебну важност. Преко њега и подручја старе Рашке Турци су продирали и даље на запад и северозапад, а када су, након једнога века, велики турски војни походи у западне српске земље, падом [Босне (1463), Херцеговине (1482), Црне Горе (1499), завршени, Нови Пазар, место дотадашње војне важности, је као некада и стари Рас или Трговиште, задобио поновно велику важност као трговачко средиште на пролазу и раскршћу важних друмова, босанско-македонског, босанско-цариградског и дубровачког пута, најважнијих трансбалканских трговинских караванских комуникација старијег турског доба.
Нови Пазар је у 16. веку и све до пред крај 17. века био жива и богата варош, највећа и најнапреднија од свих вароши на путу између Дубровника и Ниша. Био је и главни трг сточарских производа из целог подручја старе Рашке, и оданде се извозило много вуне, коже и воска. У почетку и средином 16. века био је чувен као велики трг босанског санџака, са многобројним хришћанским и турским дућанима и каравансерајима. Варош је била утврђена, опасана зидовима обима 4,5 миље, а насељена Турцима, православним Србима, и многим колонистима Дубровчанима и Млечанима. У другој половини 16. века имао је 6.000 кућа, већином турских, са 16 џамија и великом чаршијом. У вароши је било много мајстора, који су од железа из оближњих рудника Глухавице израђивали буздоване и разну железару. Мато Гундулић забележио је 1672. године да је то „велики град у краљевству Србије” и да броји двадесетак хиљада становника. Почетком 17. века главна трговина је била је у рукама Дубровчана, који су овде имали и своју цркву. Поред дубровачких колониста и многих Турака, у то време је у Новом Пазару било и доста православних Срба. У раздобљу 16. и 17. века митрополит Висарион звао се рашки, новопазарски и старовлашки. У ово доба још није био сасвим опустео стари град Рас.
Врхунац напретка Нови Пазар је достигао у другој половини 17. века. Године 1661. у њему је било 50 махала, 3.000 једноспратних и двоспратних кућа, у чаршији 1.100 дућана, у вароши 23 џамије, 7 цркава, 16 школа и много ханова и чесама. По једном другом извештају, Нови Пазар је 1689. имао до 12.000 кућа. Тада је био врло чувена варош, једно од најважнијих трговачких средишта у унутрашњости Балканског полуострва, са многобројним везама са околним земљама. После тако великог напретка настало је опадање. Први пут је доживео катастрофу 1689—1690, када су га Срби устаници, за време Пиколоминијевег ратног похода, заузели, а затим код повлачења уништили и попалили.
Нови Пазар је затим поновно страдао 1731, када је потоп однео 9 мостова и 36 кућа, а безброј њива и ливада разорио. Убрзо је поновно страдао. У аустријском ратном походу кроз османлијску Турску, Срби устаници су 1737. заузели и Нови Пазар, а Турке истерали из вароши. Онда су кроз њега прошли Срби, који су се са пећким патријархом Арсенијем IV повлачили испред Турака. Како су се Турци тада поновно били примакли Новом Пазару, Срби су се повукли ка Студеници даље на север. Турска војска која се бранила затим се с исто толико жестине и огорчења, и љуто светила. Стара дубровачка колонија напустила је место, пошто је варош више пута страдала и због турске обести постајала све немирнија, а трговина и каравански саобраћај били су све више изложени несигурности због анархије у Турској.
У анархији, која је све више узимала маха, Нови Пазар се није више могао дићи до некадашњег напретка. Пошто је старо Трговиште, вероватно још у 16. веку расељено, Нови Пазар се крајем 18. века звао и Трговиште, или као и данас, и само Пазар. Онда је крајем 18. века настало за Србе у Новом Пазару најтеже вријеме. Године 1788. новопазарски Турци упали су до манастира Љубостиње и запалили га, а 1790. запалили су и Студеницу, а у Нови Пазар довели на заточење новембарчког игумана са тројицом јеромонаха, док су други јеромонаси са моштима Св. Првовенчаног Краља једва побегли преко Београда у Панчево. У ово време је, на раздобљу 18. и 19. века, у тврђави на брегу изнад вароши, столовао новопазарски паша и управљао је старом Рашком или Новопазарским санџаком. И поред свих турских зулума Срби су се у Новом Пазару ипак држали. Године 1807. у вароши је било око 12.000 становника, од ових Турака свега око 5.000, Јевреја око 100, Рома око 600, а остало су били Срби.
После устанка у Шумадији (1804), Срби су 1809. ослободили Нови Пазар, па се повукли након турске офанзиве на Србију и слома устанка. Онда се много Пазараца исељавало у Шумадију. Нови Пазар се 1822. рачунао као најважнија трговачка варош у Босни после Сарајева. Од 1838. до 1839. ту је било седиште и британског вицеконзула. Године 1836. имао је око 7.000 становника, поред Срба православних и муслимана, нешто Арнаута, Цинцара, Јевреја и Рома. Године 1857. имао је 12.000 становника, са 1.500 муслиманских и 100 православних кућа.
Све до окупације Босне (1878) Нови Пазар је важио као врата Босне, посредовао је у саобраћају између Сарајева, Солуна и Цариграда, водио је трговину са Дубровником и Скадром. Онда су прекинуте старе везе с Босном, а трговина Новог Пазара, који је још 1873. преко Косовске Митровице добио везу са косовско-вардарском жељезничком пругом, окренула се Солуну. У последње турско време је био седиште многих бегова, који су држали околна села као своје читлуке, а својом обешћу и зулумима чинили варош једном од најанархичнијих ондашње европске Турске. Поред њих и Турака ерлија (грађана), у вароши је било и много мухаџира (бегунаца) из Никшића и Босне.

### Нови Пазар у савременој Србији
Пред ослобођење је у Новом Пазару било свега две старије српске породице, Коматине и Кулагићи; остали православни били су у већини досељеници од средине и краја 19 века. Године 1913. имао је 13.433 становника, а после је, због ратних прилика, број нешто опао. Године 1921. Нови Пазар имао је 2.492 куће са 11.207 становника.
Према подацима из 1927. године у Новопазарском пољу превлађивали су православни над муслиманима. Ту су динарски Срби, јужног наречја, ибарско-ерског антрополошког типа. Села су им ибарског типа, са већим џематима, у којима су куће сабијене, те чине варијанту старовлашког, разбијеног типа. Становништво је мањим делом староседелачко, а у већини су досељеници од Старог Колашина и црногорских брда, нарочито из Роваца и Бјелопавлића. Међу муслиманима, код којих се одржало много више староседеоца него код Срба, има много мухаџира (избеглица) из Босне, Херцеговине и Црне Горе. Са одржаним староседеоцима, и снажним народним елементом динарских досељеника, у новопазарском пољу најдубље су очуване и најживље су се развиле старе традиције.

## Култура
Нови Пазар има бурну и богату прошлост. Међу најважније културноисторијске споменике свакако спадају:
- Петрова црква саграђена у 10. веку над илирским кнежевским тумулом и на остацима познијег ранохришћанског објекта у облику ротонде са уписаним четворолистом
- Манастир Ђурђеви ступови, задужбина Стефана Немање, из 12. век
- Манастир Сопоћани, чији је оснивач краљ Урош I, из 13. века
- Црква Светог Николе
- Градска тврђава са Кулом мотриљом из 15. века, изграђена по налогу оснивача града Иса-бега Исхаковића
- Хамам (купатило) из XV века, заоставштина Иса-бега Исхаковића, оснивача града
- Алтун-алем џамија из 16. века, дело чувеног неимара Муслихудина Абдулганија
- Амир-агин хан (конак) из 17. века
- Црква Светог Николе из 19. века
- Музеј „Рас” Нови Пазар

### Образовање
У граду се налазе два универзитета — Државни универзитет у Новом Пазару и Интернационални универзитет у Новом Пазару, као и Факултет за исламске студије. У Новом Пазару постоји и медреса која је једина исламска средња школа у Србији Медреса „Гази Иса-бег“, Нови Пазар. Медреса је основана у 15. веку под називом Синан-бегова медреса. Касније медреси је промењено име у Гази Иса-бег у част оснивача Новог Пазара и многих других насеља и задужбинара великог броја задужбина у Скопљу и другим местима која је основао. Потпуно је престала са радом у септембру 1946. године, а поново почела са радом 17. септембра 1990. године као једина средња исламска школа у Србији. У оквиру медресе „Гази Иса-бег“ је установљено и женско одељење 1996. године.

## Демографија
У насељу Нови Пазар живи 53.588 пунолетна становника, а просечна старост становништва износи 36,49 година, чинећи га другим најмлађим градом у Србији, после Тутина.
Ово насеље је мешовито уз бошњачку већину (према попису из 2022. године), а у последњим пописима, примећен је пораст у броју становника. Према подацима Црвеног крста у Новом Пазару борави око 6.000 избеглица из БиХ, Хрватске, Републике Македоније и са Космета.
|             | \| Демографија[7] \| Демографија[7] \| Демографија[7] \| \| Година \| Становника \| Становника \| \| -------------- \| -------------- \| -------------- \| \| 1948. \| 11.992 \| \| \| 1953. \| 14.104 \| \| \| 1961. \| 20.706 \| \| \| 1971. \| 28.950 \| \| \| 1981. \| 41.099 \| \| \| 1991. \| 51.749 \| 50.362 \| \| 2002. \| 54.604 \| 61.179 \| \| 2011. \| 66.527 \| \| \| 2022. \| 71.462 \| \| |            |
| Демографија | |            |
| Година      | Становника | Становника |
| 1948.       | 11.992 |            |
| 1953.       | 14.104 |            |
| 1961.       | 20.706 |            |
| 1971.       | 28.950 |            |
| 1981.       | 41.099 |            |
| 1991.       | 51.749 | 50.362     |
| 2002.       | 54.604 | 61.179     |
| 2011.       | 66.527 |            |
| 2022.       | 71.462 |            |

### Попис 2011.
| Етнички састав према попису из 2011.‍ | Етнички састав према попису из 2011.‍ | Етнички састав према попису из 2011.‍ | Етнички састав према попису из 2011.‍ | Етнички састав према попису из 2011.‍ |
| ------------------------------------ | ------------------------------------ | ------------------------------------ | ------------------------------------ | ------------------------------------ |
|                                      |                                      |                                      |                                      |                                      |
| Бошњаци                              | Бошњаци                              |                                      | 55.428                               | 83,30%                               |
| Срби                                 | Срби                                 |                                      | 6.576                                | 9,88%                                |
| Муслимани                            | Муслимани                            |                                      | 2.824                                | 4,24%                                |
| Горанци                              | Горанци                              |                                      | 240                                  | 0,36%                                |
| Албанци                              | Албанци                              |                                      | 162                                  | 0,24%                                |
| Југословени                          | Југословени                          |                                      | 64                                   | 0,09%                                |
| Црногорци                            | Црногорци                            |                                      | 39                                   | 0,17%                                |
| Роми                                 | Роми                                 |                                      | 20                                   | 0,03%                                |
| Хрвати                               | Хрвати                               |                                      | 14                                   | 0,02%                                |
| Македонци                            | Македонци                            |                                      | 7                                    | 0,01%                                |
| Руси                                 | Руси                                 |                                      | 7                                    | 0,01%                                |
| Румуни                               | Румуни                               |                                      | 5                                    | 0,01%                                |
| Бугари                               | Бугари                               |                                      | 4                                    | 0,01%                                |
| Мађари                               | Мађари                               |                                      | 4                                    | 0,01%                                |
| Словенци                             | Словенци                             |                                      | 3                                    | 0,01%                                |
| Украјинци                            | Украјинци                            |                                      | 3                                    | 0,01%                                |
| остали                               | остали                               |                                      | 302                                  | 0,45%                                |
| Регионална припадност                | Регионална припадност                |                                      | 68                                   | 0,10%                                |
| Неизјашњени                          | Неизјашњени                          |                                      | 141                                  | 0,21%                                |
| Непознато                            | Непознато                            |                                      | 621                                  | 0,93%                                |
| укупно: 66.527                       |                                      |                                      |                                      |                                      |

### Попис 2022.
| Етнички састав према попису из 2022.‍ | Етнички састав према попису из 2022.‍ | Етнички састав према попису из 2022.‍ | Етнички састав према попису из 2022.‍ | Етнички састав према попису из 2022.‍ |
| ------------------------------------ | ------------------------------------ | ------------------------------------ | ------------------------------------ | ------------------------------------ |
|                                      |                                      |                                      |                                      |                                      |
| Бошњаци                              | Бошњаци                              |                                      | 60.684                               | 84,91%                               |
| Срби                                 | Срби                                 |                                      | 6.067                                | 8,49%                                |
| Муслимани                            | Муслимани                            |                                      | 913                                  | 1,27%                                |
| Горанци                              | Горанци                              |                                      | 235                                  | 0,33%                                |
| остали                               | остали                               |                                      | 2.643                                | 3,70%                                |
| Неизјашњени                          | Неизјашњени                          |                                      | 317                                  | 0,44%                                |
| Непознато                            | Непознато                            |                                      | 2.732                                | 3,82%                                |
| укупно: 71.462                       |                                      |                                      |                                      |                                      |

## Привреда
Друштвена привреда углавном не ради, за разлику од приватног сектора који је веома развијен. Током последњих деценија основан је велики број приватних малих и средњих предузећа, чији активни број износи 747, по подацима из јануара 2006. Преко 500 приватних предузећа се бави производњом одеће, обуће и намештаја, а остала претежно услужним делатностима и трговином. Значајну улогу имају и транспорт робе и путнички саобраћај са преко 2.650 фирми за превоз робе и путника. Нови Пазар је тренутно највећи произвођач џинс одеће у Србији.

## Градови побратими
- Бајрампаша
- Бурса
- Врање
- Дузђе
- Јагодина
- Јалова
- Коња
- Коџаели
- Нови Пазар
- Пендик[11]
- Шуша[12]

## Познате личности
- Милунка Савић (1888—1973), српска хероина Првог светског рата
- Абдулах Гегић (1924—2008), фудбалски тренер
- Рамиз Црнишанин (1925—2017), политичар и писац
- Ејуп Ганић (1946), академик, професор и бивши политичар
- Биљана Вилимон (1951), сликарка
- Лаза Ристовски (1956—2007), музичар
- Бајро Жупић (1960), фудбалер
- Аида Ћоровић (1961) активисткиња за људска права, новинарка и политичарка
- Расим Љајић (1964), политичар
- Муамер Зукорлић (1970—2021), главни муфтија ИЗ у Србији, реформатор, политичар
- Елма Синановић (1974), певачица
- Мирсад Јаховић (1976), кошаркаш
- Емина Јаховић (1982), певачица
- Семир Гицић (1989), глумац и драмски писац
- Адем Љајић (1991), фудбалер
- Амела Терзић (1993), атлетичарка
- Амар Ћоровић (1995), глумац
- Хамад Међедовић (2003), професионални тенисер
- Хена Куртагић (2004), одбојкашица

## Инфраструктура
Недостатак инфраструктуре спречава даљи развој. Као највећи потрошач ПТТ услуга, после Београда, Нови Пазар има 10.000 нерешених захтева за телефонски прикључак. Постојећа санитарна депонија је технички неисправна и угрожава све водотокове, а смештена је на удаљености од 23 km од града, на надморској висини од 1050 m. Здравствени центар просторно и технички не задовољава потребе становништва. Градске основне школе раде у три смене, а већи број школских зграда већ дуже време није реконструисан. Топловодна мрежа није реконструисана ни дограђивана последњих 18 година. Електроенергетска мрежа није дограђивана ни реконструисана последњих 20 година. До сада, ниједна значајна инвестиција није реализована из средстава помоћи, иако је локална самоуправа предала пакет пројеката Министарству за економске односе са иностранством.

## Галерија
- Центар Новог Пазара
- Стари део града
- Српска традиционална ношња из Новог Пазара
- Археолошка поставка Музеја Рас у Новом Пазару
- Српско домаћинство из 19. и са почетка 20. столећа у Новом Пазару